# Csong Mjongszuk
Csong Mjongszuk (정명숙, 1993. június 2. –) észak-koreai női szabadfogású birkózó. A 2018-as birkózó-világbajnokságon bronzérmet szerzett 55 kg-os súlycsoportban, szabadfogásban. A 2015-ös és a 2014-es birkózó világbajnokságokon további két bronzérmet szerzett 53 kg-os súlycsoportban. Ázsia Játékok aranyérmes 57 kg-ban, Ázsia Bajnokság bronzérmet szerzett 53 kg-ban 2017-ben és a katonai közelharc világbajnokságon aranyérmet nyert 53 kg-ban 2018-ban.

## Sportpályafutása
A 2018-as birkózó-világbajnokságon az 55 kg-osok súlycsoportjában megrendezett bronzmérkőzés során a kínai Qi Zhang volt ellenfele, akit 2–1-re legyőzött.